# Le requin est au parfum
Pour plus de détails, voir Fiche technique et Distribution.
Le requin est au parfum (Segretissimo) est un film d'espionnage hispano-italien réalisé par Fernando Cerchio et sorti en 1967.

## Synopsis
Von Klausen, un agent russe, parvient avec l'aide des Russes eux-mêmes à se réfugier dans le secteur ouest et à obtenir l'asile politique des Américains.
Peu de temps après, il s'échappe à bord d'un avion avec des documents importants faisant partie du dossier personnel d'Hitler.
Le gouvernement américain, alarmé, confie l'affaire à John Sutton ; la même chose se produit avec les Russes, puisque von Klausen ne retourne pas sur le territoire soviétique comme il l'avait promis.
John commence à enquêter et arrive en Algérie, où il entre en contact avec un passeur qu'il retrouve mort dans son appartement. Sur les lieux du crime, il retrouve une Française, Sandra, qui part pour l'Italie. John suit Sandra et après plusieurs altercations tombe au pouvoir de von Kausen, avec Sandra. Les deux prisonniers en savent trop.

## Fiche technique
- Titre français : Le requin est au parfum[2]
- Titre original italien : Segretissimo[3]
- Titre espagnol : Secretísimo[1]
- Réalisateur : Fernando Cerchio
- Scénario : Nino Stresa (it)
- Photographie : Emilio Foriscot
- Montage : José Luis Matesanz
- Musique : Piero Umiliani
- Décors : Carlos Viudes
- Effets spéciaux : Manuel Baquero
- Producteurs : Solly V. Bianco
- Sociétés de production : Filmes Cinematografica, Producciones Cinematograficas
- Pays de production :  Italie -  Espagne
- Langue de tournage : italien
- Format : Couleurs par Technicolor - 2,35:1 - Son mono - 35 mm
- Durée : 94 minutes
- Genre : film d'espionnage
- Dates de sortie :
  - Italie : 13 mai 1967
  - France : 29 novembre 1967[2]
  - Espagne : 4 décembre 1967

## Distribution
- Gordon Scott : John Sutton
- Magda Konopka : Sandra Dubois
- Aurora de Alba : Zaira
- Antonio Gradoli : Von Klausen
- Paco Morán : Miguel
- Mirko Ellis : Hardy
- Pietro Marascalchi : Hans
- Umberto Raho : Giorgio
- Dali Bresciani : serveuse
- Santiago Rivero : Colonel Zikowsky
- Brizio Montinaro
- Norma Dugo